# Sud (Julien Green)
Pour les articles homonymes, voir Sud (homonymie).
Sud est une pièce de théâtre en trois actes de Julien Green parue en 1953.

## Résumé
En 1861, quelques heures avant le début de la Guerre de Sécession, l'action de Sud se déroule dans le salon d'une grande plantation près de Charleston (Caroline du Sud).
À la veille de la guerre de Sécession, un lieutenant américain a la révélation de sa nature profonde et de l'amour le plus impérieux en voyant paraître un jeune homme qu'il ne connaissait que de nom. Il est pris d'une peur panique, mais qu'il réussit à dominer. Cherchant à fuir son destin, il demande la main d'une jeune fille, Angelina, à qui il n'avait prêté jusqu'alors que fort peu d'attention; cependant, il apparaît trop clairement qu'il n'est pas amoureux d'elle, et trois personnes le lui disent, chacune à sa manière : Angelina d'abord, puis le père de celle-ci et enfin Jimmy, un garçon de quatorze ans dont la candeur parle sans détours. Le lieutenant Wiczewski essaiera d'avouer sa passion à celui qui en est l'objet, mais il n'y parviendra pas tout à fait et, renouvelant le geste d'un de ses ancêtres dans une circonstance analogue, il tentera de tuer Erik Mac Clure. Pour le provoquer en duel, il l'insulte et il le gifle; toutefois, au moment du combat singulier, il s'offre en victime à l'homme dont il a fait son ennemi et meurt de sa main.

## Analyse
« J'ai écrit cette pièce en réaction contre une littérature de qualité inégale dont les origines remontent aux environs de 1925 et qui gâtait à mes yeux un grave et noble sujet en le situant presque tout entier sur le plan charnel. » (Julien Green, dans l'avant-propos de la première édition de Sud.)
Ni dans son avant-propos ni dans la pièce, Julien Green n'écrit ou ne fait prononcer le mot homosexuel, illustrant ainsi le caractère indicible de l'homosexualité dans son œuvre.

## Personnages
- Ian Wiczewski, 24 ou 25 ans, officier.
- Edouard Broderick, 40 ans, veuf.
- Jimmy, 14 ans, fils d'Edouard Broderick.
- Mr. White, précepteur de Jimmy , 60 ans.
- Erik Mac Clure, 20 ans.
- Uncle John, noir, 70 ans ou plus.
- Un Négrillon et une Négrillonne
- Jérémy, un noir.
- Régina, 22ans, nièce d'Edouard Broderick.
- Mrs. Strong, sœur d'Edouard Broderick, veuve.
- Angelina, 16 ans, fille d'Edouard Broderick.
- Eliza, femme de chambre de Mrs. Strong.
- Mrs. Riolleau.
- Miss Riolleau, sa fille.

## Distribution du 6 mars 1953
- Régina : Anouk Aimée
- Ian Wiczewski : Pierre Vaneck
- Mrs. Strong : Jeanne Provost
- La Négrillonne : Florence Valmorin
- Angelina : Annie Fargue
- Edouard Broderick : Michel Etcheverry
- Jimmy : Serge Lecointe
- Le Négrillon : Claude Joly
- Uncle John : Georges Aminel
- Mr. White : Jacques Monod
- Erik Mac Clure : François Guérin
- Eliza Fermor : Gisèle Bauche
- Jérémy : Souma Mangué
- Mrs. Riolleau : Germaine Delbat
- Miss Riolleau : Claudie Carren
- Barnabé, serviteur noir : Langoul
- Deuxième serviteur noir : Abiassi
- Troisième serviteur noir : Diagne
- Quatrième serviteur noir : Fall

D'après Matthieu Galey, la jeune et encore peu connue Brigitte Bardot s'était présentée pour jouer le rôle de Régina.

## Mises en scène
- 1953 : Jean Mercure, Théâtre de l'Athénée-Louis-Jouvet
- 1955 : Jean Mercure, Théâtre des Célestins